# ムラヴィヨフ＝アムールスキー半島

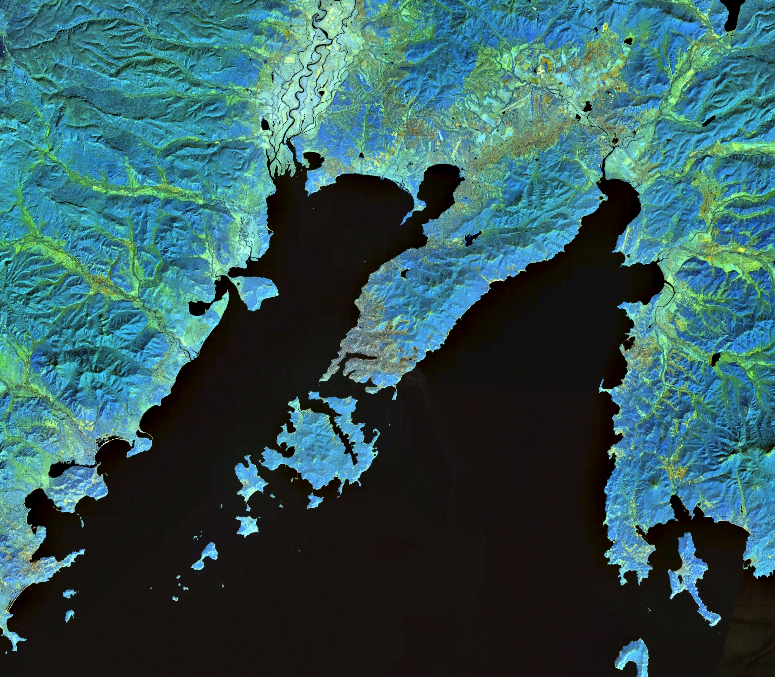
ピョートル大帝湾の衛星画像。中央にムラヴィヨフ半島が突き出し、その先端にウラジオストクがある。半島の南西にはルースキー島が浮かぶ

ムラヴィヨフ＝アムールスキー半島（ムラヴィヨフ＝アムールスキーはんとう、ムラヴィヨフ半島、ロシア語: Полуостров Муравьёва-Амурского パルオーストラフ・ムラヴィヨーヴァ・アムールスカヴァ）は、ロシア沿海地方南部のピョートル大帝湾（日本海の北西部）にある半島。ピョートル大帝湾の中央に北から南へ突出し、湾を西のアムール湾と東のウスリー湾に分けている。長さは30km、幅は12km。先端の金角湾周辺にはウラジオストクの街がある。ウラジオストク市街の沖にはルースキー島があり、東ボスポラス海峡でムラヴィヨフ＝アムールスキー半島と分かれている。
半島の名前は、19世紀半ばの東シベリア総督で、アムール川流域を清からロシア帝国に編入したニコライ・ムラヴィヨフ＝アムールスキーにちなんでいる。